# Últimas Noticias (Perú)
Últimas Noticias es un diario de la región La Libertad, Perú, con circulación en el valle de Jequetepeque (Provincias de Pacamsayo y Chepen). Se fundó en Pacasmayo un 25 de octubre de 1873 por Luis Alberto Ballena Sánchez, lo cual lo convierte en el primer diario existente más antiguo y en el más importante de la región La Libertad. El diario nació sobre las bases del antiguo y desaparecido diario «La Unión».
Actualmente es dirigido por la Lic. María del Carmen Ballena Rázuri quien ha modernizado al mencionado diario. 